# میکائلا باسکس
میکائلا باسکس (اسپانیایی: Micaela Vázquez‎؛ زادهٔ ۲۴ نوامبر ۱۹۸۶) بازیگر، خواننده و مدل اهل آرژانتین است.
از فیلم‌ها یا مجموعه‌های تلویزیونی که وی در آن‌ها نقش داشته‌است، می‌توان به کلبه دریا اشاره نمود.